# Knodtsches Haus

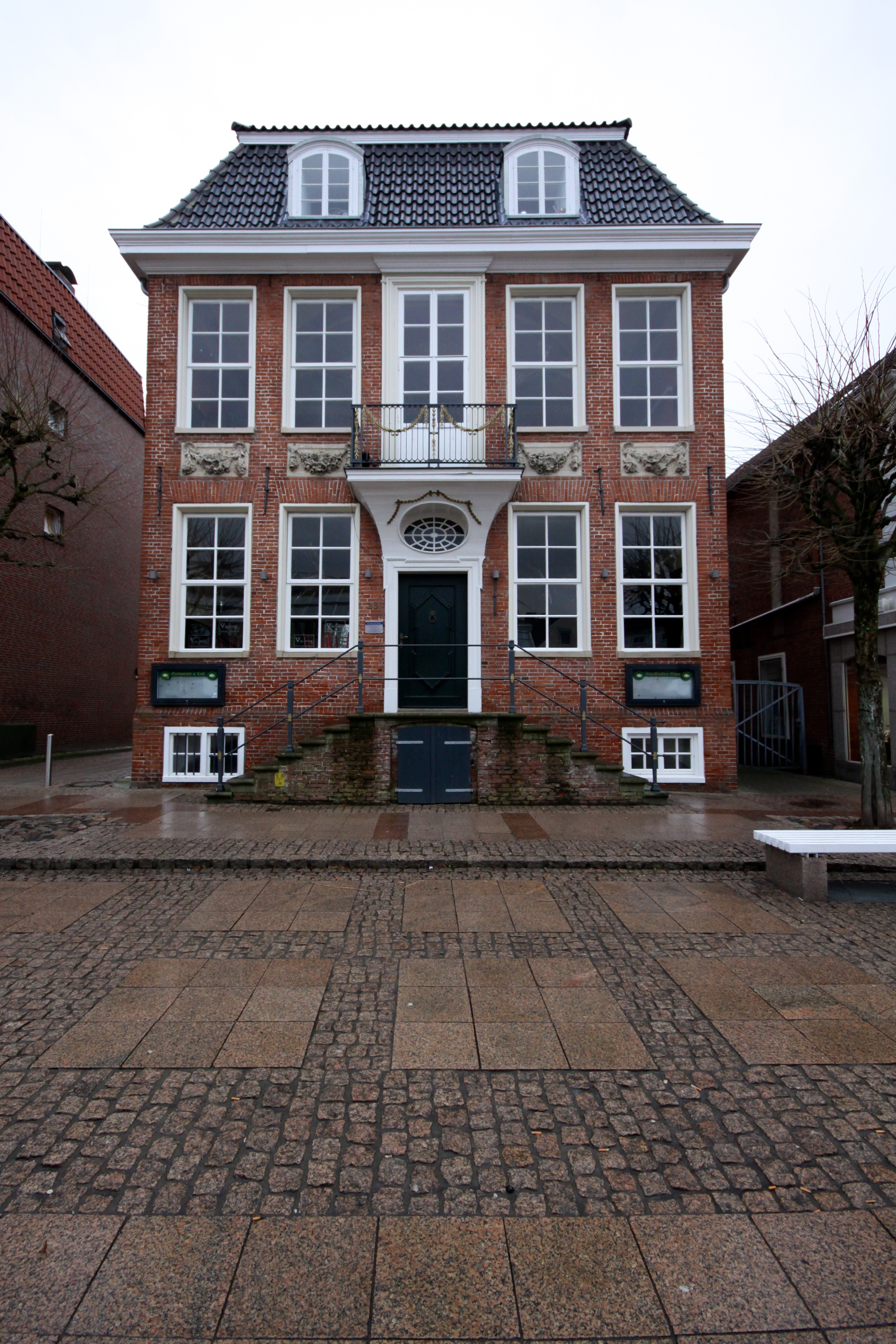
Das Knodtsche Haus

Das Knodtsche Haus in der ostfriesischen Kreisstadt Aurich (Landkreis Aurich, Niedersachsen) ist ein unter Denkmalschutz stehendes Gebäude aus dem 18. Jahrhundert. Es hat die Adresse Marktplatz 23.

## Baubeschreibung
Beim Knodtsche Haus handelt es sich um ein Bürgerhaus im niederländischen Spätbarockstil. Der schmale, zweigeschossige Backsteinbau verfügt über ein Mansarddach. Zwischen den beiden Geschossen befinden sich vier Sandsteinfelder mit stilisierten Blüten- und Fruchtgehängen. Das über eine Doppeltreppe erreichbare Portal im Zentrum der Fassade ist deutlich hervorgehoben. Seine Rahmung geht in den Balkon über. Im Inneren gibt es erhaltene Deckenstuckaturen und einen Fayence-Ofen aus der Zeit vor 1780 im Stile Ludwig XVI. (dem so genannten Louis-seize) zu sehen.

## Geschichte
Der fürstliche Hofbaumeister Heinrich Horst errichtete den Bau um 1735 und nutzte ihn fortan als Wohnhaus. Spätere Besitzer waren der Jurist und Geheime Regierungsrat sowie Gründer des Sethestifts, Christian Sethe sowie seit 1902 die Sparkasse des vormaligen Amtes Aurich. 1913 kaufte es der Rechtsanwalt und Notar Wilhelm Knodt, von dem es seinen Namen hat. Später war das Gebäude im Besitz des Landkreises Aurich, der es unter anderem als Volkshochschule nutzte. Im Jahre 1997 kaufte ein Auricher Unternehmer das Haus und ließ es teilweise sanieren. Danach verpachtete er es an wechselnde Gastronomen. Im Frühjahr 2013 erwarb die Raiffeisen-Volksbank Aurich die Immobilie. Das Obergeschoss will die Bank in Zukunft selbst beziehen. Das Erdgeschoss, der Keller und der Außenbereich mit Biergarten werden weiterhin als Bistro, Café und Restaurant genutzt.